# Uspachus albipalpis
Uspachus albipalpis är en spindelart som först beskrevs av Władysław Taczanowski 1878.  Uspachus albipalpis ingår i släktet Uspachus och familjen hoppspindlar. Inga underarter finns listade i Catalogue of Life.